# Rakovnická radnice
Rakovnická radnice stojí v jižní řadě domů na západní straně hlavního Husova náměstí. Spolu se svou hodinovou věží je jednou z dominant Rakovníka, sídlí v ní městský úřad a je chráněna jako kulturní památka České republiky.

## Dřívější radnice
První rakovnická radnice byla od roku 1444 umístěna v Herdynkově domě v Zákostelí (u kostela sv. Bartoloměje). Až v roce 1515 byla z rozhodnutí radních postavena mistrem Janem na současném místě samostatná radniční budova, kterou dokončil věží s hodinami mistr Souček. V patře měla kromě kanceláře a archivu městského písaře velkou zasedací místnost, pozdně gotické štíty byly zdobeny malbami od rakovnického malíře Daniela a ve dvoře se nacházel obecní pivovar a kamenná kašna (později byla městská kašna s chrličem ve tvaru lva umístěna na náměstí přímo před radnicí, ale v roce 1831 byla odstraněna).
Radnice se několikrát opravovala a došlo i k opakované výměně hodin na věži, když po větší rekonstrukci roku 1598 byl vsazen nekvalitní hodinový stroj. Během třicetileté války byla během drancování města v letech 1631, 1634 a 1639 značně poničena a zpustošena. Poté byla sice v roce 1679 mistrem Mikulášem Hofmannem z Kolešovic obnovena, ale její definitivní konec znamenal velký požár města v roce 1733, kdy celá shořela.

## Současná radnice
Následující rok tak začala výstavba prakticky nové, již barokní radnice, přestože v jejím jádru se zachovaly gotické a renesanční části té původní. Stavbu včetně nové věže prováděl Tomáš Horák a dokončil ji v roce 1738. Bohatě členěné průčelí ale muselo být po dalším požáru roku 1753 obnoveno a sama radnice pak v následujících letech (1849, 1865, 1878, 1894, 1906) prošla ještě několika opravami.
Jde o řadovou jednopatrovou budovu se sedlovou střechou, jejíž střední rizalit přechází nad hlavní římsou s balustrádovou atikou do výrazné, 39 metrů vysoké zvonice, rámované pilastry, která nese hodiny a je ukončena osmibokou cibulovitou bání s lucernou. Fasáda radnice je bílá, zejména v patře výrazně zdobená štuky v cihlové barvě. Na kartuši ve středu průčelí v úrovni atiky je vyobrazen znak města a o patro níž byla umístěna kamenná pamětní deska s reliéfem Sixta z Ottersdorfu, rakovnického rodáka. Hlavní vstup s dvoukřídlými dveřmi a půlkruhovým portálem se nachází na západní straně průčelí. V interiéru radnice se také zachovala bohatá štuková dekorace a nástěnné malby, např. nad hlavním dvouramenným schodištěm je nástropní malba z 18. století znázorňující pohled na nebe, přičemž při spodním okraji je zobrazeno město Rakovník.